# Wohnanlage Kohlmannstraße
Die Wohnanlage Kohlmannstraße/Ecke Riensberger Straße in Bremen-Horn-Lehe, Ortsteil Horn entstand bis 1956 nach Plänen der Architekten Max Säume und Günther Hafemann.
Die Gebäude stehen seit 1995 unter Bremer Denkmalschutz.

## Geschichte

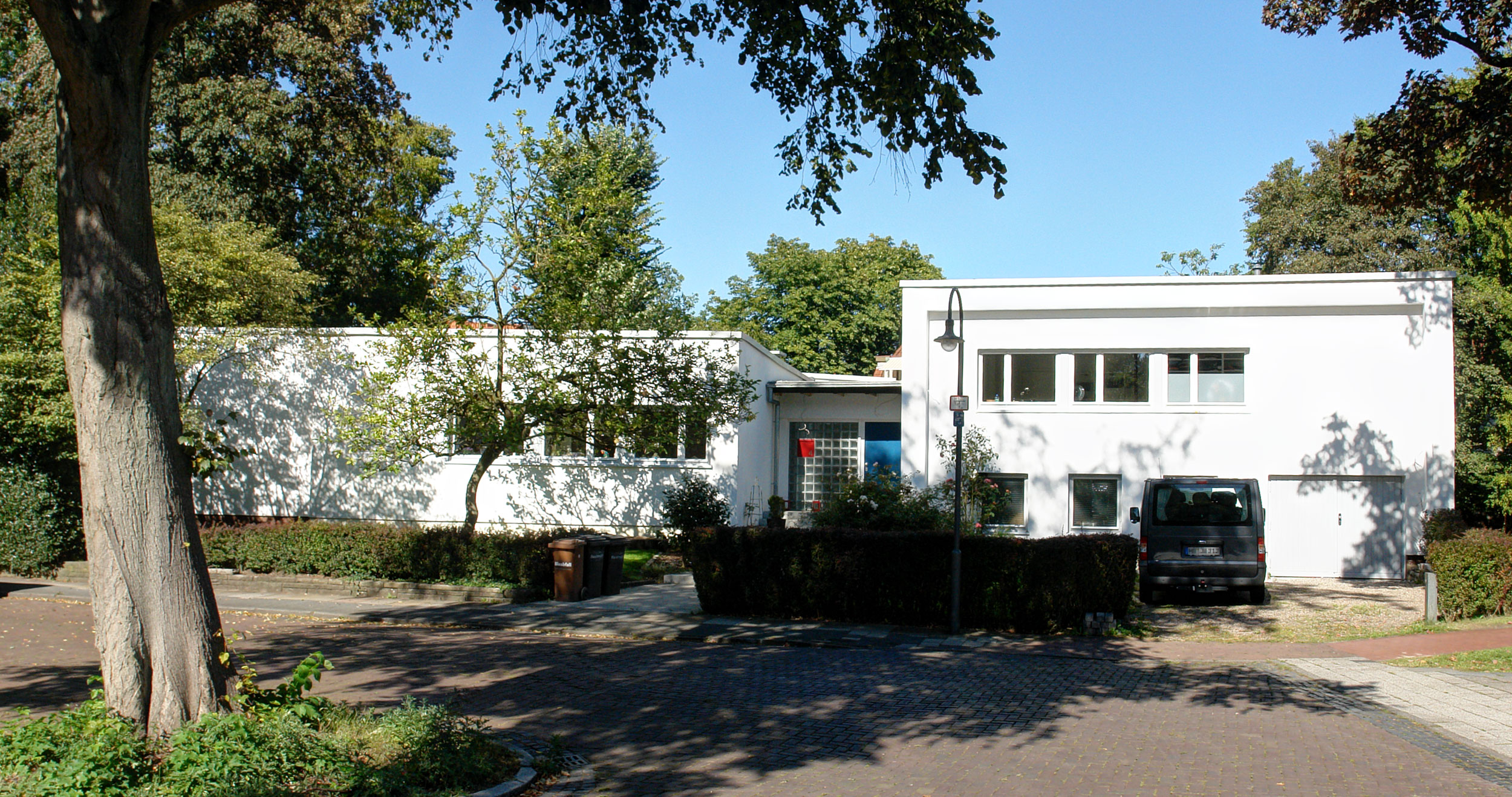
Bürohaus Kohlmannstraße

Die geschlossene Wohnanlage Kohlmannstraße Nr. 1 bis 8 mit damals 169 Appartements, die meisten davon als Einzelzimmer rund 20 m² groß für berufstätige Alleinstehende, ist eine zweigeschossige Wohnhausgruppe mit einem Büro-/Wohnhaus (Nr. 4), die von 1954 bis 1956 gebaut wurde. Die sechs, damals weißgeschlemmten Häuser im Stil der 1950er Jahre mit leicht geneigten Pultdächern, stehen in einer offenen, gelockerten Bauweise auf einem durchgrünten Gelände an einem Teich. Bauherr war die Gemeinnützige Wohnungs- und Siedlungsgesellschaft mbH (Gewoba) in Bremen. „Spötter“ – so hieß es – „nennen die sie deshalb begehbare Kleiderschränke“.
Diese Wohnanlage entstand kurz nach der Wohnanlage Marcusallee 2/4 des US-amerikanischen Generalkonsulats von Skidmore, Owings and Merrill in Bremen, die wohl als Vorbild gedient haben könnte. Das Ensemble kann als ein frühes Beispiel des nachbarschaftlichen Bauens gelten. Die Erschließung im ungestörten Wohnbereich erfolgte über eine Stichstraße. Die typisierten L-förmigen Grundrisse der Gebäude folgten nicht der damals typischen Zeilenbauweise. Bemerkenswert sind die verglasten und transparenten Fassadenelemente. Die Wohnungen waren lange beliebt bei jungen Leuten mit geringen Einkünften. Im architekturführer bremen wurde zu der Wohnanlage u. a. ausgeführt: „Fünf Gebäudekomplexe in modernster Linienführung, bei denen Glas eine bedeutsame Rolle spielt, werden in den herrlich gelegenen Park mit dem kleinen See gesetzt“. „Der Wohnraum hat einen Parkettfußboden und enthält eine Schlafnische sowie einen großen Einbauschrank. Große Fenster und eine kleine Loggia sorgen für viel Licht und Luft.“
1988 wurde über einen Abriss oder einer Sanierung der Wohnanlage nachgedacht. Das Wohnungsunternehmen GEWOBA entschied sich jedoch Anfang der 1990er Jahre für den Erhalt der schlecht gedämmten Gebäude durch eine aufwendige Sanierung. Für diese vorbildliche Instandsetzung erhielt die Gewoba 1994 im Rahmen des BDA-Preises Bremen eine Anerkennung. Auch heute (2018) werden die Gebäude für Wohnzwecke sowie als Büros für Dienstleister genutzt.